# Majstor iz Heiligenkreuza
Majstor iz Heiligenkreuza (njem. Meister von Heiligenkreuz) naziv je za neznanog gotičkog slikara i minijaturista koji je u razdoblju od 1395. do 1420. godine stvarao oltarne slike i oslikavao mnoge rukopise. Povjesničari umjetnosti tog su umjetnika nazvali po njegovu posljednjem poznatom djelu: oltarnom diptihu Blagovijest Mariji i Mistični brak sv. Katarine (njem. Verkündigung Mariens und Mystische Vermählung der hl. Katharina) iz samostanske crkve opatije Heiligenkreuz u Donjoj Austriji.
Pretpostavlja se da je Majstor iz Heiligenkreuza podrijetlom Francuz, jer njegov način slikanja upućuje na stil pariških likovnih umjetnika i francusko-burgundskih majstora likovnih minijatura. No njegove u Austriji pronađene slike odražavaju jasan utjecaj austrijskoga dvorskog okruženja, a iste stilom i načinom na koji su slikane odaju i mogući utjecaj Majstora iz Heiligenkreuza na njegove suvremenike. Stoga se katkada pretpostavlja da je ovaj umjetnik podrijetlom možda i Austrijanac. 
Djelovanje i djela Majstora iz Heiligenkreuza pokazuju da su likovni umjetnici u njegovo doba kao dvorski slikari često putovali Europom iz ekonomskih razloga, ali i zbog potrage za novim idejama i umjetničkim izazovima: tako je ujedno pokrenut razvoj umjetnosti "bez granica".

## Djela (izbor)

### Oltarne slike
- Blagovijest Mariji i Mistični brak sv. Katarine, diptih iz opatije Heiligenkreuz, oko 1410., Beč: Muzej povijesti umjetnosti
- Smrt sv. Klare, dio jednog diptiha, oko 1410., Washington: Nacionalna galerija umjetnosti
- Mistični brak sv. Katarine, oko 1415/1420, Beč: Austrijska galerija Belvedere

## Vanjske poveznice

### Sestrinski projekti
| Portal:Kršćanstvo | Portal: Kršćanstvo |

|  | Zajednički poslužitelj ima još gradiva o temi Majstor iz Heiligenkreuza |

### Mrežna mjesta
- Austria-Forum: Meister von Heiligenkreuz (njem.) (engl.)